# Save Today
«Save Today» es una canción de la banda sudafricana de metal alternativo Seether. Fue lanzado el 22 de septiembre de 2015 como el cuarto y último sencillo de su sexto álbum de estudio Isolate and Medicate (2014).

## Antecedentes
Esta canción se inspiró en el hermano fallecido de Shaun Morgan, Eugene, quien se suicidó saltando de la ventana de un hotel. Shaun dijo: "Cuando comencé a escribirla, era muy simple, pero me gustó lo que me inspiraba en cuanto a emoción y letra. Me dejé llevar por eso". "Cuando entramos al estudio con (el productor) Brendan O'Brien, se volvió más interesante. Añadió algunas partes y la hizo más bonita".

## Posicionamiento en lista
| Lista (2016)                                  | Posición |
| --------------------------------------------- | -------- |
| Canadá (Canada Rock)                          | 50       |
| Estados Unidos (Hot Rock & Alternative Songs) | 44       |